# Mubadala World Tennis Championship 2022
El Mubadala World Tennis Championship 2022 será un torneo de exhibición no afiliado ATP. Será la décima cuarta edición del Campeonato Mundial de Tenis Mubadala con los mejores jugadores del mundo compitiendo en el evento, celebrado en un formato de eliminación directa. El evento se llevó a cabo en el International Tennis Centre en la Ciudad Deportiva Zayed en Abu Dabi, Emiratos Árabes Unidos.

## Jugadores

### Individuales masculino
| Tenista            | Ranking | Preclasificado |
| Carlos Alcaraz     | 1       | 1              |
| Casper Ruud        | 3       | 2              |
| Stefanos Tsitsipas | 4       | 3              |
| Andrey Rublev      | 8       | 4              |
| Cameron Norrie     | 14      | 5              |
| Borna Ćorić        | 26      | 6              |

### Individuales femenino
| Tenista       | Ranking | Preclasificada |
| Ons Jabeur    | 2       | 1              |
| Emma Raducanu | 75      | 2              |

## Campeones

### Individual masculino
Stefanos Tsitsipas venció a  Andrey Rublev por 6-2, 4-6, 6-2

### Individual femenino
Ons Jabeur venció a  Emma Raducanu por 5-7, 6-3, [10-8]